# Ill Nino EP
Ill Nino EP är en EP från år 2000, gjord av gruppen vid samma namn: Ill Nino.

## Låtlista
1. Nothing's Clear
2. Disposed
3. Rumba
4. Fallen
5. Part Of The Signs
6. El Niño
7. God Is I
8. Liar
9. God save us
10. i am loco
11. this is war
12. Rip your eyes out
13. If you still hate me
14. Te amo i hate you
15. This time is for real